# نیروهای دفاعی هلمند
نیروهای دفاعی هلمند نامی بود که به یکی از واحدهای نظامی نیروهای بین‌المللی کمک به امنیت (ISAF) مستقر در ولایت هلمند در جنوب افغانستان داده شده بود.
نیروهای دفاعی هلمند بخشی از ستاد فرماندهی جنوب غرب بود که در درجه اول شامل نیروهای مسلح بریتانیا و سپس متحدان آنها در ناتو مانند دانمارک و استونی می‌شد.
این نیروی دفاعی در آوریل سال ۲۰۰۶ و همزمان با آغاز عملیات هریک چهارم تشکیل شد.
در اوت ۲۰۱۳ مرکز فرماندهی آن از پایگاه عملیات اصلی لشکرگاه به کمپ بسشن جابجا شد.
در یکم آوریل سال ۲۰۱۴ مرکز فرماندهی آن منحل شد و زیر نظر ستاد فرماندهی جنوب غرب قرار گرفت.